# Комбольча
Комбольча (амх. ኮምቦልቻ) — город на севере центральной части Эфиопии.

## География
Расположен в регионе Амхара, в 25 км к югу города Дэссе, на высоте 1841 м.

## Климат
| Показатель                    | Янв. | Фев. | Март | Апр. | Май  | Июнь | Июль  | Авг.  | Сен.  | Окт. | Нояб. | Дек. | Год    |
| ----------------------------- | ---- | ---- | ---- | ---- | ---- | ---- | ----- | ----- | ----- | ---- | ----- | ---- | ------ |
| Средний суточный максимум, °C | 24,9 | 25,4 | 27,1 | 27,1 | 28,9 | 30,6 | 28,9  | 27,6  | 26,8  | 26,0 | 25,6  | 25,0 | 27,1   |
| Средняя температура, °C       | 17,4 | 18,8 | 20,2 | 20,2 | 21,2 | 22,6 | 21,7  | 20,6  | 20,1  | 18,8 | 17,6  | 17,5 | 19,8   |
| Средний суточный минимум, °C  | 9,9  | 12,3 | 13,3 | 13,4 | 13,6 | 14,7 | 14,6  | 13,6  | 13,4  | 11,7 | 9,7   | 10,1 | 12,5   |
| Норма осадков, мм             | 24,5 | 40,5 | 81,7 | 95,1 | 70,3 | 35,0 | 248,8 | 257,3 | 125,0 | 39,0 | 22,5  | 18,6 | 1058,3 |
| Источник: ,                   |      |      |      |      |      |      |       |       |       |      |       |      |        |

## Население
По данным Центрального статистического агентства, население города на 2005 год составляет 85 367 человек, из них 41 968 мужчин и 43 399 женщин. 73,92 % населения исповедуют ислам; 23,44 % — приверженцы эфиопской православной церкви и 2,32 % — протестанты.
По данным переписи 1994 года население города насчитывало 39 466 человек, из них 18 995 мужчин и 20 471 женщина. Этнический состав Комбольчи на тот период был следующим: амхара (91.34 %); тиграи (5.85 %) и оромо (1.29 %); другие этнические группы составляли оставшиеся 1,52 %. 93,02 % населения считали родным языком амхарский; 5,2 % — тигринья и 1,11 % — оромо; оставшиеся 0,67 % назвали другой язык в качестве родного. Мусульманами себя назвали 57,42 % населения; православными христианами — 41,71 %.

## Экономика
Экономика города основана на таких отраслях как металлообработка и текстильная отрасль. 30 апреля 2021 года подписано соглашение о строительстве автомобильного завода, который будет выпускать УАЗы.